# Вос, Силвано
Силвано Клифф Робби Вос (нидерл. Silvano Cliff Robbie Vos; 16 марта, 2005) — нидерландский футболист, полузащитник итальянского клуба «Милан», выступающий в Серия C за дублирующий состав «Милан Футуро».

## Клубная карьера
Вос — воспитанник «Зебюргии» и «Аякса». 4 февраля 2022 года дебютировал за «Йонг Аякс» в матче Эрстедивизи против «Йонг АЗ». 9 апреля 2023 года дебютировал за основную команду «Аякса», выйдя на замену Флориану Грилличу в матче Эредивизи против ситтардской «Фортуны».

## Карьера в сборной
Выступал за молодёжные сборные Нидерландов до 15 лет, до 17 и до 18 лет.

## Достижения
«Милан»
- Обладатель Суперкубка Италии: 2024

## Статистика выступлений
| Клуб             | Сезон            | Лига | Лига | Кубок | Кубок | Европейские кубки | Европейские кубки | Итого | Итого |
| Клуб             | Сезон            | Игры | Голы | Игры  | Голы  | Игры              | Голы              | Игры  | Голы  |
| ---------------- | ---------------- | ---- | ---- | ----- | ----- | ----------------- | ----------------- | ----- | ----- |
| Йонг Аякс        | 2021/22          | 5    | 1    | —     | —     | —                 | —                 | 5     | 1     |
| Йонг Аякс        | 2022/23          | 31   | 4    | —     | —     | —                 | —                 | 31    | 4     |
| Йонг Аякс        | 2023/24          | 20   | 0    | —     | —     | —                 | —                 | 20    | 0     |
| Йонг Аякс        | Итого            | 56   | 5    | —     | —     | —                 | —                 | 56    | 5     |
| Аякс             | 2022/23          | 2    | 0    | 1     | 0     | 0                 | 0                 | 3     | 0     |
| Аякс             | 2023/24          | 11   | 0    | 0     | 0     | 3                 | 0                 | 14    | 0     |
| Аякс             | Итого            | 13   | 0    | 1     | 0     | 3                 | 0                 | 17    | 0     |
| Милан Футуро     | 2024/25          | 13   | 0    | —     | —     | —                 | —                 | 13    | 0     |
| Милан Футуро     | Итого            | 13   | 0    | —     | —     | —                 | —                 | 13    | 0     |
| Всего за карьеру | Всего за карьеру | 82   | 5    | 1     | 0     | 3                 | 0                 | 86    | 5     |